# Lijst van voetbalinterlands Cambodja - Guam (vrouwen)
Deze lijst van voetbalinterlands is een overzicht van alle officiële voetbalinterlands tussen de nationale vrouwenteams van Cambodja en Guam. De landen hebben tot nu toe één keer tegen elkaar gespeeld. 

## Wedstrijden
| № | Plaats     | Datum        | Competitie        | Wedstrijd       | Uitslag |
| - | ---------- | ------------ | ----------------- | --------------- | ------- |
| 1 | Phnom Penh | 25 juni 2025 | Vriendschappelijk | Cambodja − Guam | 1 − 0   |

## Samenvatting
| Competitie        | Totaal gespeeld | Winst Cambodja | Gelijk | Winst Guam | Doelsaldo Cambodja – Guam |
| ----------------- | --------------- | -------------- | ------ | ---------- | ------------------------- |
| Vriendschappelijk | 1               | 1              | 0      | 0          | 1 − 0                     |
| Totaal            | 1               | 1              | 0      | 0          | 1 − 0                     |